# هوم‌ایکر-لیندورا (پنسیلوانیا)
هوم‌ایکر-لیندورا (به انگلیسی: Homeacre-Lyndora) یک منطقهٔ مسکونی در ایالات متحده آمریکا است که در شهرستان باتلر، پنسیلوانیا واقع شده‌است. هوم‌ایکر-لیندورا ۱۷٫۲ کیلومتر مربع مساحت و ۶٬۹۰۶ نفر جمعیت دارد.